# 角田宇宙センター

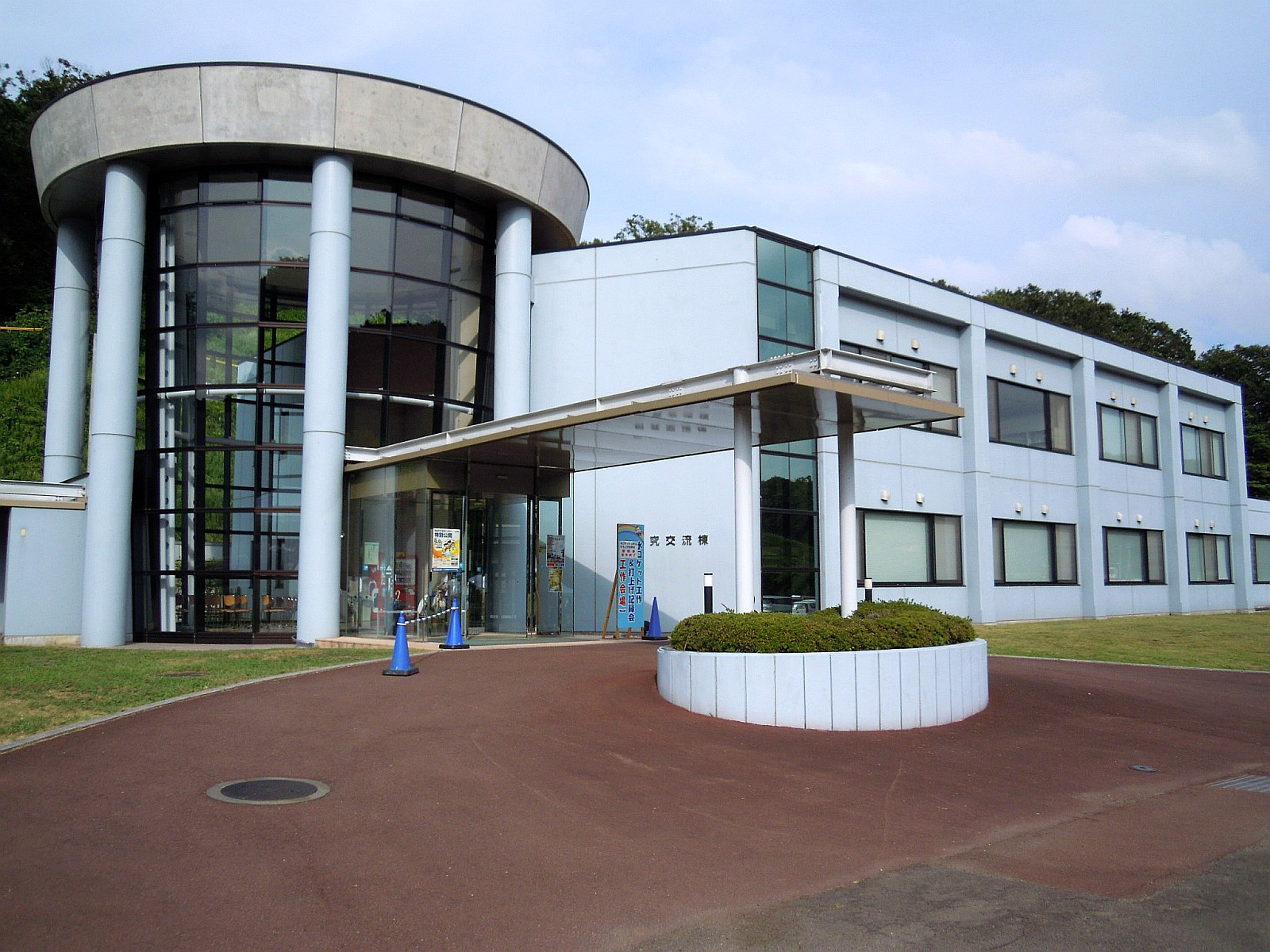
角田宇宙センター研究交流棟

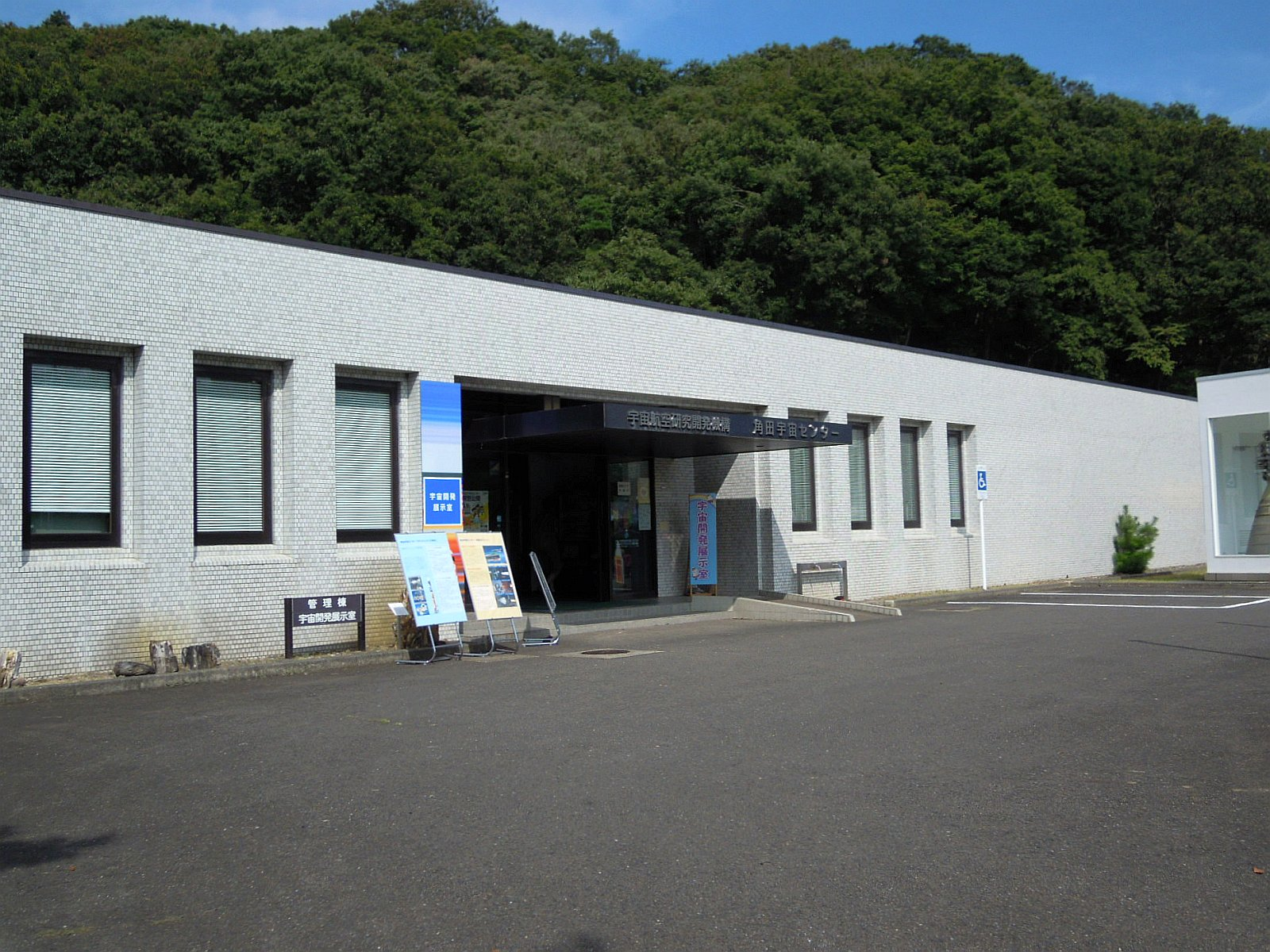
角田宇宙センター管理棟（宇宙開発展示室）

角田宇宙センター（かくだうちゅうセンター、Kakuda Space Center、KSPC）は、宮城県角田市に位置する、独立行政法人宇宙航空研究開発機構（JAXA）の研究施設。宇宙推進系の研究開発を主な業務としている。

## 概略
東地区と、西地区に分かれており、間に公道が走っている。角田宇宙センターの前身は、1965年に発足した科学技術庁航空宇宙技術研究所（NAL）の角田支所（現：西地区）と、1978年に発足した宇宙開発事業団（NASDA）の角田ロケット開発室（現：東地区）であり。角田支所では日本のロケットエンジンの水準を引き上げるためのエンジンの基盤技術研究を中心とし、角田ロケット開発室ではその成果を活用した実機エンジンの開発試験が行われていた。
2003年10月に宇宙科学研究所（ISAS）、航空宇宙技術研究所、宇宙開発事業団が統合し、宇宙航空研究開発機構が発足した。これに伴い両者は合併し角田宇宙センターとなった。角田宇宙センターの土地は、第二次世界大戦前は日本海軍の火薬廠があり、現在は角田宇宙センター、自衛隊の施設や工業団地となっている。
当施設でこれまでに開発された液体ロケットエンジンには、LE-5とその改良型LE-5A/LE-5B、およびLE-7とその改良型LE-7Aなどがある。
80年代後半からは、スペースプレーンや再使用ロケットエンジンへの適用をねらった熱応力緩和型傾斜機能材料や、宇宙エネルギーの利用を目指した熱エネルギー変換型傾斜機能材料の研究プロジェクトが進められ、90年代にはスクラムジェットの研究に本格的に着手し、現在ではスクラムジェットとロケットエンジンとを融合したロケット複合エンジンの研究を進めている。1999年3月に完成した高温衝撃風洞は、世界でも最大規模の大きさである。

## 沿革
- 1965年（昭和40年度）：宮城県角田市に航空宇宙技術研究所（NAL）「角田支所」が発足[3]。（NAL）
- 1978年（昭和53年度）：宇宙開発事業団（NASDA）「角田ロケット開発室」が発足[3]。（NASDA）
- 1978年1月26日 宇宙開発事業団、角田ロケット開発センター（KPC）の起工式を行う。（NASDA）
- 1980年（昭和55年度）10月1日：NASDA事業所として「角田ロケット開発センター」が開設される[3][4]。（NASDA）
- 1993年（平成5年度）：ロケット推進研究部、ラムジェット推進研究部の2部制に移行[3]。（NAL）
- 1994年（平成6年度）：｢角田宇宙推進技術研究センター｣と改称[3]。（NAL）
- 2000年（平成12年度）：科学技術庁より文部科学省に移行[3]。（NAL）
- 2001年（平成13年度）：独立行政法人航空宇宙技術研究所「角田宇宙推進技術研究所」として発足。[3]。（NAL）
- 2003年（平成15年度）：独立行政法人 宇宙航空研究開発機構の発足に伴い、総合技術研究本部 「角田宇宙推進技術センター」となる[3]。（JAXA）
- 2005年（平成17年度）：角田宇宙推進技術研究センターを角田宇宙センターと改称[3]。（JAXA）
- 2007年（平成19年度）：総合技術研究本部より宇宙基幹システム本部へ移行[3]。（JAXA）

## 主な設備
- 液体水素ロケットエンジン要素試験設備
- 高圧液酸ターボポンプ試験設備
- ロケットエンジン高空性能試験設備
- ラムジェットエンジン試験設備
- 高温衝撃風洞
- 極低温インデューサ試験設備
- 高空燃焼試験設備
- 供給系総合試験設備
- 計算センター

## 宇宙開発展示室

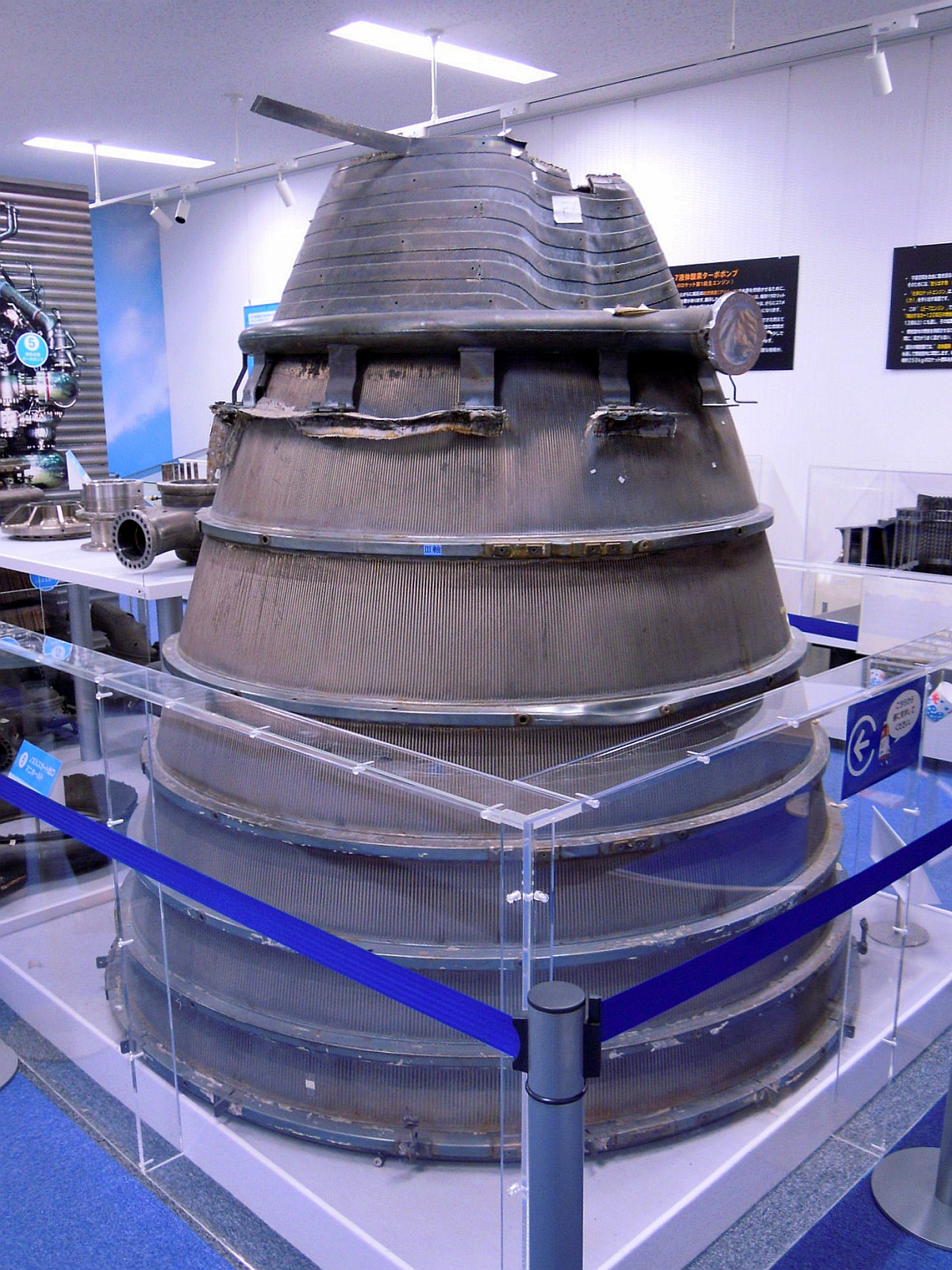
H-IIロケット8号機LE-7エンジン

宇宙開発展示室では、試験用のロケットエンジンや複合エンジン、ターボポンプ、燃焼器、パネル、ロケットの模型などが展示されている。また1999年に打ち上げに失敗し、海底から引き上げられたH-IIロケット8号機のLE-7エンジンを展示しており、屋外には大型液体ロケットエンジン（LE-5、LE-7）やH-IIロケットの第2段燃料タンクも展示されている。入館料は無料。

## 不祥事
- 角田宇宙センターの主任研究員を務めていた46歳の男性職員が、2010年12月に、25歳の派遣社員で当時デザイン会社を経営していた男性と共謀し、JAXAのロケット開発に関するプログラム更新を架空発注して、デザイン会社に対してJAXAに約97万円に亘って現金を振り込ませたとして、2013年5月14日に宮城県警に詐欺容疑で逮捕された[5][6]。